# Scheloribates chauhani
Scheloribates chauhani är en kvalsterart som beskrevs av Baker 1945. Scheloribates chauhani ingår i släktet Scheloribates och familjen Scheloribatidae. Inga underarter finns listade i Catalogue of Life.